# یولیو بودولا
یولیو بودولا (انگلیسی: Iuliu Bodola; ۲۶ فوریهٔ ۱۹۱۲ – ۱۰ سپتامبر ۱۹۹۲) بازیکن فوتبال اهل مجارستان بود.
از باشگاه‌هایی که در آن بازی کرده‌است می‌توان به باشگاه فوتبال ام‌تی‌کی بوداپست و باشگاه ورزشی واشاش اشاره کرد.
وی همچنین در تیم‌های ملی فوتبال رومانی و مجارستان بازی کرده‌است.